# Теракт в Буэнос-Айресе (1994)
Теракт в Буэнос-Айресе в 1994 году — взрыв еврейского культурного центра в аргентинской столице Буэнос-Айрес 18 июля 1994 года, совершённый исламистской вооружённой организацией «Хезболла» по заказу Ирана.

## Взрыв
18 июля 1994 года у здания Аргентинского еврейского культурного центра была взорвана бомба, приведенная в действие террористом-смертником. Бомба весом 275 килограммов была спрятана в фургоне Renault Trafic, припаркованном возле здания. Направленной взрывной волной здание было полностью разрушено. От взрыва погибли 85 человек, а ещё свыше 300 получили ранения. Большинство пострадавших были евреями.

## Расследование
В октябре 1995 года глава аргентинской разведки СИДЕ Уго Ансорреги заявил, что организатором теракта является «Хезболла». Также, по информации СИДЕ, к взрыву причастен Иран. В расследовании теракта приняли участие израильские правоохранительные органы. Однако на аргентинские власти постепенно посыпались обвинения в препятствовании расследованию. Так, в сентябре 2004 года все граждане Аргентины, проходившие по этому уголовному делу, были оправданы. Причем большинство из них были полицейскими.
25 октября 2006 года аргентинские прокуроры Альберто Нисман и Марсело Мартинес Бургос обвинили правительство Ирана в организации теракта. Они предположили, что это было связано с приостановкой сотрудничества Аргентины и Ирана в сфере ядерных технологий. По мнению Нисмана, к организации теракта были причастны как бывшие иранские дипломаты в Буэнос-Айресе, так и видные политики Ирана. В международный розыск были объявлены пять граждан Ирана, в том числе бывший министр обороны.

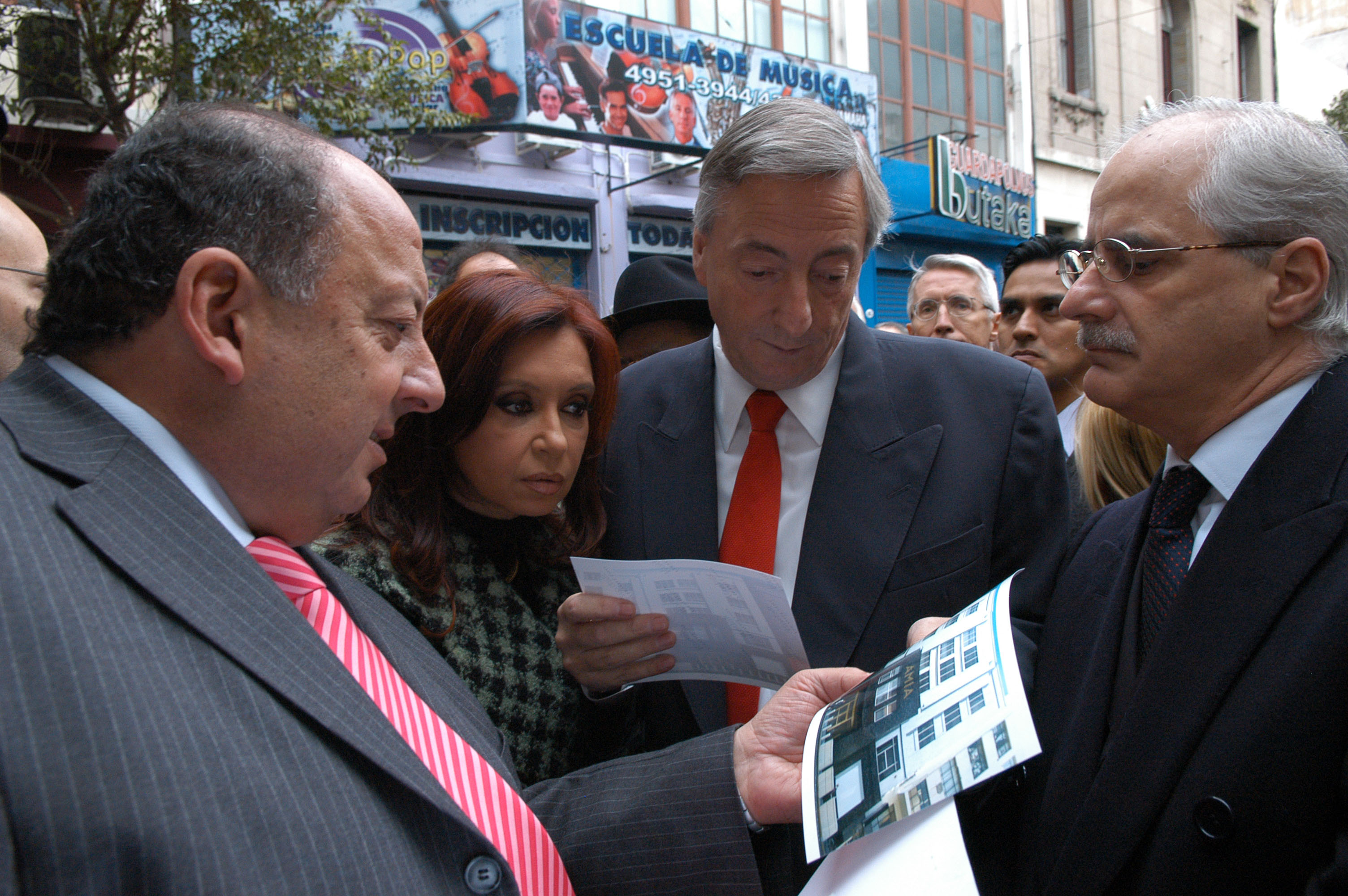
Президент Аргентины Нестор Киршнер со своей женой Кристиной Киршнер в 2007 году на мероприятии в память о тринадцатой годовщине теракта

В 2013 году Аргентина и Иран подписали, при участии президента Аргентины Кристины Киршнер и президента Махмуда Ахмадинежада, соглашение о совместном расследовании взрыва, что вызвало международный скандал. Киршнер обращалась в Интерпол с просьбой прекратить розыск граждан Ирана, в том числе бывших иранских дипломатов в Буэнос-Айресе, подозреваемых в причастности к теракту. За это Иран должен был расплатиться с Аргентиной выгодной сделкой, поставляя нефть в обмен на зерно.
В январе 2014 года бывший посол Израиля в Аргентине Ицхак Авиран отметил, что аргентинские власти бездействовали, несмотря на то, что израильские спецслужбы смогли вычислить организаторов и исполнителей терактов. Он заявил: «Большей части тех, кто несёт за это ответственность, уже нет в живых, и мы сделали это сами».
В 2015 году федеральный прокурор Аргентины Альберто Нисман был найден мёртвым за несколько часов до того, как он должен был публично представить доказательства тайного сговора Киршнер с Ираном. По заключению правительственной комиссии Нисман, вероятнее всего, покончил жизнь самоубийством. Однако в декабре 2017 года было официально заявлено, что Нисман был убит в собственной ванной комнате.

## Вердикт
В апреле 2024 года суд пришёл к выводу, что теракт был осуществлён группировкой Хезболла по заказу Ирана, в качестве мести за отмену Аргентиной сделки по предоставлению Ирану ядерных материалов и технологий. Как сообщает местная пресса, суд квалифицировал теракт как преступление против человечности, официально объявив Иран, как его заказчика, террористическим государством.

### Комментарии
1. ↑  «Хезболла» признана террористической организацией в Австралии, Австрии, Аргентине, Великобритании, Гватемале, Германии, Гондурасе, Израиле, Канаде, Колумбии, Литве, Нидерландах, Парагвае, Сербии, Словении, США, Чехии, Швейцарии, Эстонии. Военное крыло «Хезболлы» также признано террористической организацией в Европейском союзе, Новой Зеландии, Республике Косово и Франции.